# Надолішній Петро Іванович
Надолішній Петро Іванович (13. 07. 1940, Джуржівка, нині Новоушицького р-ну Хмельницької обл.) — фахівець у галузі державного управління. Кандидат філософських наук (1984), д. н. з держ. упр. (1999), проф. (2004), Заслужений працівник освіти України (2007).

## Біографія
Закінчив Львівський університет імені І. Франка (1963), Академію суспільних наук при ЦК КПРС (1982). З 1963 працював журналістом і перебував на партійній роботі, від 1991 — на науковій роботі у Москві. 1993—95 — начальник відділу національних меншин і національно-культурних автономій міністерства з питань національностей і регіональної політики РФ.
За його сприяння та безпосередньої участі у 1993 р. проведено 1-й Конгрес українців РФ. З 1996 — заступник директора з навч. роботи, 2001—07 — засновник і завідувач, 2007—17 — проф. кафедри держ. упр. і місц. самоврядування Одеського регіонального інституту державного управління. Національної академії держ. упр. при Президентові України; член спеціалізованої вченої ради із захисту кандидатських дисертацій при ОРІДУ. Під його науковим консультуванням захищено п'ять докторських дисертацій з державного управління і політології. 2004 — 2010 — член експертної ради ВАК України з державного управління. Член наук.-ред. колегії «Енциклопедії державного управління», співголова наук.-ред. колегії 2-го тому «Методологія державного управління» (2011).

## Наукові дослідження
- теоретико-методологічні засади розбудови системи демократичного врядування в Україні;
- демократичні традиції та історичні уроки національного державотворення; урахування етнонаціонального чинника на сучасному етапі суспільних трансформацій.
- Учасник шести міжнародних науково-дослідних проектів і проектів на замовлення органів державної влади, у тому числі Проекту Світового банку «GDLN-DLC Ukraine» (Глобальна мережа дистанційного навчання) 2000—2006.
- Отримав сертифікат університету Північного Лондону (тепер Лондонський університет) як фахівець з дистанційного навчання (2000).

## Основні наукові праці
1. Етнонаціональний фактор адміністративної реформи в Україні: проблеми теорії, методології, практики: монографія. Одеса–Київ, 1998. 264 с;
2. Розбудова нової системи врядування в Україні. Етнонаціональний аспект: теоретико-методологічний аналіз: монографія. О., 1999. 304 с.;
3. Теорія та історія державного управління: Навч. посіб. О., 2006. 126 с.;
4. Разделит ли Россия участь СССР? (кризис межнац. отношений и федератив. нац. политика): монография. М., 1993. 270 с. (соавт. А. И. Доронченков, Э. А. Баграмов и др.);
5. Державне управління: основи теорії, історія і практика: Навч. посіб. О., 2009. 393 с. (співавт.: В. Д. Бакуменко, М. М. Іжа, Г. І. Арабаджи);
6. Система публічного управління в умовах децентралізації влади: механізми горизонтальної взаємодії. О., 2017. 332 с. (співавт. Л. Л. Приходченко, С. Є. Саханенко та ін.).

Понад 150 статей в наукових виданнях на українській, англійській та ін. мовах.

## Про Надолішнього П. І
1. Шелест Д. С. Регіоналізм в етнонаціональній політиці і державному управлінні. Віче. 1999. № 7. С. 149—152 (рецензія); Наукова еліта Одещини: біогр. енциклопедія. Ч. 1. Доктора наук и профессора. Ред. сов. : гл. ред. А. Ю. Саясов. О., 2005. С. 192—193;
2. «Кто есть Кто в Одесском регионе»: энциклопедия. Ч. 1. Сост. М. Л. Тарасова. О., 2007. С. 143;
3. Одеський регіональний інститут державного управління Національної академії державного управління при Президентові України: нариси. О., 2010. С. 21; Ижа Н. М., Попов С. А. Одесский региональный институт государственного управления Национальной академии государственного управления при Президенте Украины. Наука в Южном регионе Украины (1971—2011). О., 2011. С. 442—444;
4. Державне управління: стан проблем та перспективи розвитку: наук.-публіцист. альм. Т. 1, вип. 1. Донецьк, 2012. С. 12;
5. Науковці України — еліта держави. Т.III. К., 2014. С. 210; Національна академія державного управління при Президентові України. Одеський регіональний інститут державного управління: нариси. Редкол. : М. М. Іжа, А. Г. Ахламов, О. П. Якубовський [та ін.]. О., 2015. С. 6-7,21-23;
6. Петро Іванович Надолішній. Біобібл. покаж. літ. : Одеська нац. наук. бібл. О., 2017. 85 с. [Вст. ст. Якубовського О. П. Життя і наукова діяльність П. І. Надолішнього С. 3-12].

## Нагороди
- орден «Знак Пошани» (1977),
- Грамота Президента України (2000),
- Почесні грамоти і Відзнаки органів державної влади і органів місцевого самоврядування, навчальних закладів, наукових установ, громадських організацій.